# 愛你沒條件
《愛你沒條件》（英語：RPOGE），2015年華視八點檔時代劇，為華視2015年度大戲，禾豐傳播製作，李岳峰導演，江宏恩、江祖平、周詠訓、陳威翰、謝金晶、林可唯、丁力騏領銜主演。2014年12月9日開鏡，2015年3月18日於華視主頻上檔。本劇講述1980年代台灣歌舞團團員的故事。
此戲於拍攝期間發生意外，造成江祖平受到輕微腦震盪、內耳失衡。

## 播出時間
| 頻道     | 所在地   | 播映日期                    | 播出時間               | 備註       |
| 首播     | 首播     | 首播                        | 首播                   | 首播       |
| -------- | -------- | --------------------------- | ---------------------- | ---------- |
| 華視主頻 | 臺灣     | 2015年3月18日-2015年3月20日 | 週一至週五20:00－22:00 | 連播兩集   |
| 華視主頻 | 臺灣     | 2015年3月23日-2015年6月19日 | 週一至週五20:00－21:00 | 每天播一集 |
| 佳樂台   | 新加坡   | 2015年6月15日               | 每週一至五19:00        |            |
| ntv7     | 马来西亚 | 2016年4月1日                | 每週一至五20:30        |            |
| 重播     |          |                             |                        |            |
| 華視主頻 | 臺灣     | 2015年3月20日-2015年6月21日 | 週一至週五00:00－02:00 | 連播兩集   |
| 華視主頻 | 臺灣     | 2015年3月24日-2015年6月22日 | 週一至週五11:00－12:00 | 每天播一集 |
| 華視主頻 | 臺灣     | 2018年12月3日               | 週一至週五13:00－14:00 | 每天播一集 |

## 故事大綱
本劇展現親情的溫暖、家庭的珍貴與堅韌樂觀的生命態度，呈現台灣家庭濃烈而獨特的情感特色。講述80年代台灣歌舞團員的故事。

## 演員陣容

### 陳家（美麗歌舞團、夜市擺攤）
| 演员   | 角色          | 昵称/关系/职业 | 登场集数                                                                                             |
| 郭子乾 | 陳實在        | 外號〝黑狗〞，美麗歌舞團的團長、洪美英的老公，最大的缺點就是賭性堅強，但每賭必輸也因此讓家庭陷入困境 于第16集被洪美英趕出家裡暫時阿魯米(呂金發)的家、于第20集回來家裡 于第31集因為黑狗在煮東西，因為家寶跟爸爸說要吃蚵仔麵線家寶爸爸就去買....黑狗想起來瓦斯爐沒關起來，黑狗趕緊回去美麗歌舞團卻燒光光了 目前暫時在外面租房子 | 第1集-第21集、第25集-第26集 第29集-第34集、第37集-第57集 第59集-第62集、第64集、第66集-第71集        |
| 王淑娟 | 洪美英        | 美麗歌舞團的老闆娘、麗卿的母親。內斂有智慧，一肩撐起一個家的大小事，是黑狗得力的賢內助 目前美麗歌舞團卻燒光光了，目前暫時外面租房子 | 第1集-第34集、第36集-第38集 第41集-第71集                                                            |
| 王彩樺 | 洪美芬        | 歌舞團老闆娘的姊妹、美英的妹妹，育有一子，在歌舞團討生活，表演雜技，身手了得 于第30集帶著弟弟離開陳家 目前已經搬南部住。 | 第1集-第30集、第32集-第33集、第37集 第41集-第43集、第48集-第51集 第53集-第55集、第69集-第71集        |
| 江祖平 | 陳麗卿        | 是寶玉的親姐姐也是美麗歌舞團大姐，美麗歌舞團的鋼管舞姊妹花、正值花樣年華，是父親陳實在經營歌舞團中的臺柱子，無論發生什麼事，永遠抱持積極樂觀的態度，是這座小鎮上的萬人迷 于第30集為了要替代家興扛罪而目前關在拘留所中、于第31集已出獄                                                                                         | 第1集-第71集                                                                                         |
| 陳威翰 | 陳家興        | 黑狗和美英的次子，染上賭博的惡習，一天到晚惹是生非…他喜歡麗娜，常常不擇手段去弄錢，只為了買名牌包包、飾品來討好她，卻因此惹出更多的大麻煩…，曾經以前有在高文正身邊做助理 曾經有搬南部住。目前在家中生活 | 第1集-第18集、第21集、第32集-第33集 第37集、第41集-第62集、第64集 第66集-第71集                      |
| 蕭昊祥 | 陳家寶        | 小時候因黑狗和美英的疏忽導致智力受損，只有6，7歲的智商，乖巧聽話但生活無法自理 目前已經因癲癇發作而太晚就醫而倒在舊家而死亡。 | 第1集-第25集、第28集-第31集 第33集-第36集、第39集、第41集-第42集 第44集                              |
| 林可唯 | 陳麗娜 江秋月 | 陳實在收養的歌舞團女孩之一，也是歌舞團的成員，愛慕虛榮，瘋女人、壞女人、不要臉的綠茶婊。 | 第1集-第48集、第51集-第52集 第54集-第71集                                                            |
| 謝金晶 | 陳麗珠 雅惠   | 陳實在收養的歌舞團女孩之一，身世可憐，跟志強情投意合卻為了要報恩而被安排要嫁給陳家寶。最後獲得洪美英認同嫁給羅志強為妻。 | 第1集-第22集、第71集                                                                                 |
| 蔡承融 | 洪承文        | 小名弟弟，美芬之子，五歲的天才小歌手，是家寶最佳的玩伴 于第30集離開陳家。目前已經搬南部住。 | 第1集-第14集、第16集-第30集 第32集-第33集、第37集 第41集-第43集、第48集-第51集 第54集-第55集、第71集 |
| 丁力祺 | 羅志強        | 歌舞團的樂手和打雜，跟阿魯米是好兄弟，深愛麗珠。最後獲得洪美英認同娶陳麗珠為妻。 | 第1集-第16集、第18集-第22集、第71集                                                                  |

### 邱家（飛鷹集團）
| 演员   | 角色   | 昵称/关系/职业 | 登场集数                                                             |
| 周詠訓 | 邱明輝 | 地產商邱逢時之子，喜愛打擊樂器，為了擺脫父親的生活規範，離家出走遇上麗卿，兩人情投意合，從日本與未婚妻返台後又遇陳麗卿,最後和陳麗卿要私奔時出車禍，去日本治療。 | 第1集-第28集、第38集-第54集、第71集                                  |
| 林韋君 | 張曼蒂 | 日本統貿集團在台代表，邱明輝現任未婚妻，與明輝從日本同來台灣。目前回去日本 瘋女人、壞女人、不要臉女人、狐狸精、害死陳家寶                                       | 第38集-第54集                                                        |
| 龐祥麟 | 邱逢時 | 飛鷹集團董事長。 | 第39集-第54集、第70集                                                |
| 張馨月 | 邱逢春 | 明輝姑姑，精明幹練。 | 第38集-第55集、第67集、第70集                                        |
|        | 阿文叔 | 他是邱明輝向他借錢的朋友，也是邱明輝的管家。 | 第11集-第12集、第28集、第31集、第35集 第38集、第44集、第55集、第71集 |
|        | 張律師 | 他是邱明輝找來救陳家寶被關關係人。 | 第12集、第44集                                                       |
|        | 主任   | 他是飛鷹集團主任。 | 第32集、第39集、第44集、第48集                                       |
|        | 經理   | 阿文叔介紹給陳麗娜的疑似飛鷹集團經理。 | 第31集                                                               |

### 呂家（呂公館、美麗服飾店）
| 演员     | 角色   | 昵称/关系/职业 | 登场集数                                                         |
| 張瓊姿   | 周月娇 | 外號“阿嬌”，歌舞團團長的情人、阿魯米的母親。年輕時曾是酒國名花，後來嫁人作婦，成為包租婆，看似精明，其實顢頇 小氣，喋喋不休，又疑神疑鬼缺少安全感。 | 第1集-第26集、第31集-第38集 第41集、第43集-第55集、第61集-第71集 |
| 江宏恩   | 呂金發 | 外號“阿魯米”，呂周阿嬌的長子，個性格豪爽、率直純厚、善良熱心，對麗卿一往情深。                                                                      | 第1集-第27集、第31集-第71集                                      |
| 江宏恩   | 呂再添 | 呂阿嬌的老公，呂金發與呂再發的爸爸 | 第65集                                                           |
| 尚未登場 | 呂再發 | 阿嬌次子在外讀書。曾裝病助金發搬去美麗歌舞團。 |                                                                  |
| 張文綺   | 周圓圓 | 阿嬌的結拜姊妹的女兒。從小父母雙亡，所以一直跟著阿嬌生活，個性開朗、活潑，對阿魯米深情不移。目前還是失蹤不明。第61集圓圓有刊報回來報平安            | 第1集-第26集、第31集-第36集                                      |

### 高家（高公館）
| 演员   | 角色   | 昵称/关系/职业                                             | 登场集数                                                                                                |
| 車軒   | 高信宏 | 外號「宏哥」，文正親生父親，疑似跟邱明輝爸爸有生意上往來   | 第1集-第5集、第18集 第21集-第31集、第33集-第36集、第71集                                                |
| 汪建民 | 高文正 | 宏哥親生兒子，美芬丈夫，也是弟弟親生父親，目前已經搬南部住 | 第21集-第30集、第32集-第33集、第37集 第41集-第43集、第48集、第50集-第51集 第54集-第55集、第69集、第71集 |
| 王彩樺 | 洪美芬 | 詳見陳家                                                   | 詳見陳家                                                                                                |
| 蔡承融 | 洪承文 | 詳見陳家                                                   | 詳見陳家                                                                                                |
| 鐵齒   | 阿猴   | 宏哥的手下                                                 | 第1集-第5集、第18集、第21集-第31集 第71集                                                               |
| 郭正倫 | 阿不拉 | 宏哥的手下                                                 | 第1集-第5集、第18集 第21集-第36集、第71集                                                               |

### 何家（黑社會、地下錢莊）
| 演员   | 角色          | 昵称/关系/职业 | 登场集数                                                                          |
| 龍天翔 | 何正崑        | 老謀深算，年輕時就是黑道聞名的狠角色，人稱“崑哥”，也有人尊稱他“會長”，中年後從商漂白，政商關係良好 于第71集为赎罪而去警局自首入狱服刑 | 第1集-第2集、第21集、第27集 第31集、第56集-第71集                                 |
| 伊正   | 何春生 江豐國 | 何正崑之養子，與文正有恩怨 于第71集因丽娜劝告而悔改并且去投案入狱服刑 | 第24集-第25集、第27集、第29集 第33集、第56集-第61集、第63集-第71集                |
| 江祖平 | 何寶玉        | 是寶蓮的小妹也是麗卿的親妹妹，跟陳麗卿長得一模一樣，陳家興誤會是自己的大姐陳麗卿，寶玉自18歲的時候被醫生診斷抵抗力比較低，若碰到一點點細菌就可能隨時都有危險，(目前在綜合醫院的無菌病房養病，但狀況不是很樂觀，現在唯一可以救寶玉的方法就是骨髓移植，寶玉的爸爸願意骨髓移植給寶玉，寶玉的爸爸正在配合醫生做骨髓移植配對)，第62集寶玉的爸爸在綜合醫院配合醫生做骨髓移植配對失敗，為了以防萬一，一定要是親人或親姐姐配合醫生做骨髓移植配對成功率會比較高 | 第56集-第69集、第71集                                                             |
| 江祖平 | 陳麗卿        | 詳見陳家 | 第1集-第71集                                                                      |
| 王淑娟 | 洪美英        | 詳見陳家 | 詳見陳家                                                                          |
| 林咚咚 | 何寶蓮 黃玉娟 | 正崑的養女，寶玉的妹妹 于第68集跟春生发生争执时不慎跌落山崖身亡 | 第56集-第61集、第64集-第68集                                                      |
| 鄭旭剛 | 康金          | 何春生手下，目前被文正用酒瓶打暈現在出院。第37集康金為了追弟弟被車子撞到，而康金需要AB型輸血捐贈，弟弟的爸爸願意輸血捐贈給康金(目前已好很多在暫時住在高文正家裡休養) | 第21集、第27集、第33集、第37集 第41集-第43集、第50集-第51集 第54集-第55集、第69集 |

### 林家（红龙餐厅）
| 演员   | 角色   | 昵称/关系/职业                   | 登场集数              |
| 何曼宁 | 林淑宁 | 淑宁 林荣杰之姐 红龙餐厅之老板娘 | 第59集-第61集、第63集 |
| 林道远 | 林荣杰 | 阿荣 林淑宁之弟 红龙餐厅之厨师   | 第59集-第61集、第63集 |

### 客串演员
| 演员   | 角色   | 昵称/关系/职业                         | 登场集数               |
| 許常德 | 評審   | 第1集中，歌唱比賽的評審。              | 第1集                  |
| 荒山亮 | 評審   | 第1集中，歌唱比賽的評審。              | 第1集                  |
|        | 春桃   | 呂周阿嬌的好朋友。                     | 第6集-第7集、第18集    |
|        | 林秋英 | 呂周阿嬌介紹給阿魯米的相親對象 。      | 第7集                  |
| 齐商媛 | 李丽莎 | Lisa 一代佳人酒店之老板娘 何春生之手下 | 第63集、第68集、第71集 |

## 主題曲

### 片頭曲
| 順序 | 歌曲名稱   | 作詞   | 作曲   | 主唱           | 播出期間                     | 播出集數 |
| 1    | 愛你沒條件 | 許常德 | 游鴻明 | 荒山亮、林喬安 | 2015年3月18日－2015年6月19日 | 全劇     |

### 預告曲
| 順序 | 歌曲名稱   | 作詞   | 作曲   | 主唱           | 播出期間                     | 播出集數 |
| 1    | 愛你沒條件 | 許常德 | 游鴻明 | 荒山亮、林喬安 | 2015年3月18日－2015年6月19日 | 全劇     |

### 插曲
| 順序 | 歌曲名稱 | 作詞   | 作曲   | 主唱           | 播出期間                     | 播出集數 |
| 1    | 幸福的船 | 荒山亮 | 荒山亮 | 荒山亮、黃鳳儀 | 2015年3月18日－2015年6月19日 | 全劇     |

### 片尾曲
| 順序 | 歌曲名稱      | 作詞   | 作曲   | 主唱   | 播出期間                     | 播出集數 |
| 1    | 再會 青春的夢 | 荒山亮 | 荒山亮 | 江惠儀 | 2015年3月18日－2015年6月19日 | 全劇     |

## 收視率
| 週數     | 播映日期                     | 集數     | 平均收視率 | 排名 | 備註 |
| -------- | ---------------------------- | -------- | ---------- | ---- | ---- |
| 1        | 2015年3月18日－2015年3月20日 | 01－06   | 0.60       | 3    |      |
| 2        | 2015年3月23日－2015年3月27日 | 07－11   | 0.73       | 3    |      |
| 3        | 2015年3月30日－2015年4月3日  | 12－16   |            |      |      |
| 4        | 2015年4月6日－2015年4月10日  | 17－21   |            |      |      |
| 5        | 2015年4月13日－2015年4月17日 | 22－26   |            |      |      |
| 6        | 2015年4月20日－2015年4月24日 | 27－31   |            |      |      |
| 7        | 2015年4月27日－2015年5月1日  | 32－36   |            |      |      |
| 8        | 2015年5月4日－2015年5月8日   | 37－41   |            |      |      |
| 9        | 2015年5月11日－2015年5月15日 | 42－46   |            |      |      |
| 10       | 2015年5月18日－2015年5月22日 | 47－51   |            |      |      |
| 11       | 2015年5月25日－2015年5月29日 | 52－56   |            |      |      |
| 12       | 2015年6月1日－2015年6月5日   | 57－61   |            |      |      |
| 13       | 2015年6月8日－2015年6月12日  | 62－66   |            |      |      |
| 14       | 2015年6月15日－2015年6月19日 | 67－71   |            |      |      |
| 平均收視 | 平均收視                     | 平均收視 | -          | -    | -    |

- 同時段節目：
  - 三立：
    - 三立台灣台《世間情／甘味人生》
    - 三立都會台《我的寶貝四千金／好想談戀愛》

  - 中視《土地公土地婆／武媚娘传奇》
  - 台視《雨後驕陽／阿母／春梅》
  - 民視《嫁妝》
  - 大愛《大大與太太／最美的雲彩／幸福在我家／月娘》
- 由AC尼尔森調查，調查範圍是四歲以上收看電視之觀眾。
- 資料來源：台灣-偶像劇場 （页面存档备份，存于）

## 重要拍攝場景
- 空軍三重一村
- 新北市政府警察局金山分局拘留室、辦公室

## 製作團隊
- 編　劇：徐慧琴、傅華貞、廖盈如、何華英、黃品瑄、李怡徹
- 導　演：李岳峰
- 製作人：李怡慧、周令剛
- 製作公司：中華電視公司、禾豐傳播有限公司
- 贊助單位：高野家滴雞精（高野家生機食品股份有限公司）

## 外部連結
- 愛你沒條件的Facebook專頁
- 官方网站－華視

## 電視節目的變遷
| 中華民國 華視主頻 週一至週五20:00 - 22:00 · 3月23日起週一至週五播出時間均為20:00 - 21:00 | 中華民國 華視主頻 週一至週五20:00 - 22:00 · 3月23日起週一至週五播出時間均為20:00 - 21:00 | 中華民國 華視主頻 週一至週五20:00 - 22:00 · 3月23日起週一至週五播出時間均為20:00 - 21:00 |
| ---------------------------------------------------------------------------------------- | ---------------------------------------------------------------------------------------- | ---------------------------------------------------------------------------------------- |
|                                                                                          | 愛你沒條件 （2015年3月18日－2015年6月19日）                                              |                                                                                          |
| 哆啦A夢（重播） （2015年1月19日－2015年3月17日）                                         | 千金女賊 （2015年6月22日－2015年8月14日）                                                |                                                                                          |

| 佳乐台 週一至週五 19:00 - 20：00         | 佳乐台 週一至週五 19:00 - 20：00                  | 佳乐台 週一至週五 19:00 - 20：00 |
| ---------------------------------------- | ------------------------------------------------- | -------------------------------- |
|                                          | 愛你沒條件 （2015年6月15日-2015年9月22日)         |                                  |
| 阿爸的願望 (2015年4月13日-2015年6月12日) | 春梅 (18:00-20:00) (2015年9月23日-2015年10月29日) |                                  |

| ntv7 週一至週五 20:30 - 21:30 | ntv7 週一至週五 20:30 - 21:30              | ntv7 週一至週五 20:30 - 21:30 |
| ----------------------------- | ------------------------------------------ | ----------------------------- |
|                               | 愛你沒條件 （2016年4月1日-2016年7月8日)    |                               |
| 新增时段                      | 石猴大鬧礁溪 (2016年7月11日-2016年7月22日) |                               |